# Car Talk
Car Talk es un programa de radio semanal en la NPR y otras emisoras. Ganó el premio Peabody Award. Se centra en los coches, su reparación y mantenimiento con mucho sentido del humor. Lo presentan los hermanos Tom y Ray Magliozzi, conocidos como Click and Clack, the Tappet Brothers.
El programa se produjo desde 1977 hasta octubre de 2012. Se siguen emitiendo reposiciones editadas en emisoras afiliadas a la NPR. También está disponible como podcast gratuito en iTunes y otras plataformas.

## Programa
Car Talk tiene la estructura de un programa de llamadas. Los oyentes llaman y preguntan sobre el mantenimiento y reparación de coches. La mayoría buscan un diagnóstico para lo cual describen los síntomas y ruidos para que los Magliozzis hagan un intento para localizar la avería. Mientras los presentadores aderezan la llamada con bromas para el oyente y para ellos mismos, intentan llegar a un diagnóstico y dar consejos útiles de reparación. Sin embargo, cuando no lo tienen claro también intentan dar una respuesta no comprometida por el proceso de pensamiento (unencumbered by the thought process), el eslogan del programa.
Reposiciones editadas son emitidas en XM Satellite Radio en los canales de la radio pública NPR, NPR Now, iTunes, American Forces Network (AFN) y otros.
El tema musical de Car Talk es Dawggy Mountain Breakdown tocado al banjo por el artista de bluegrass David Grisman.

### Procedimiento de llamadas
A lo largo del programa se animaba a los oyentes a llamar a un número gratuito 1-888-CAR-TALK (1-888-227-8255), que conectaba con un servicio de atención las 24 horas. Las 2 000 llamadas semanales eran filtradas por el programa pero se mantenían ocultas a los Magliozzis porque 

‘that would entail researching the right answer, which is what? ... Work.‘
‘implicaría buscar la respuesta correcta, lo que supone..., trabajo.’

Los productores seleccionaban y se ponían en comunicación con los que llamaban varios días antes del programa del miércoles para acordar el segmento. El oyente hablaba brevemente con el productor antes de entrar en directo con los presentadores, y se le recomendaba que no leyeran nada escrito y que se divirtieran.
Deliberadamente se grababan más llamadas de las que tenían tiempo de emitir cada semana con el fin de elegir las mejores para la emisión. Los segmentos que se emitían podían estar editados para ajustar el tiempo. Entre 2008 y 2012 los programas incluían segmentos emitidos hasta 10 años antes. Muchas veces se mezclaba material actual con antiguo.

### Contenido
En origen el programa consistía en dos segmentos con una pausa central. Más tarde se cambió a 3 segmentos. Los presentadores solían referirse al contenido de la siguiente mitad del programa. Desde el cambio de 2 a 3 segmentos los presentadores hacían la broma de referirse a la tercera mitad del programa (the third half).
El programa se abría con un segmento cómico que podía ser de bromas enviadas por los oyentes. En cada programa podían entrar hasta 8 llamadas.
El concurso puzzler podía ser de tema mecánico, automovilístico, filosófico, matemático o cualquier otro. La respuesta se daba en la segunda parte y el nuevo puzzler se presentaba en la tercera parte. Los presentadores daban instrucciones para enviar sus respuestas a Puzzler Tower escritas en objetos inexistentes o carísimos, como un billete de 26 USD o una cámara réflex digital. La broma inicialmente comenzó como sugerencia para que escribieran la respuesta en el dorso de un billete de 20 USD.
Otra broma recurrente era sobre la incapacidad de Tom para recordar el puzzler de la semana anterior. Para cada puzzler se elegía una respuesta correcta al azar y el ganador recibía un bono de 26 USD para la tienda de Car Talk, a la que se referían como la División de Comercio Sin Vergüenza (Shameless Commerce Division).
Inicialmente era un bono de 25 USD, pero debido a la inflación se subió hasta 26 USD. Al principio el ganador recibía un regalo determinado de la tienda, pero lo cambiaron a un bono para permitir al ganador elegir el regalo que desease.
Otra sección recurrente era Stump the Chumps (Deja sin palabras a los tontos) en la que los presentadores revisaban la llamada de un programa anterior para determinar el acierto y efecto, si lo hubiera, de sus consejos y diagnósticos.
Una sección similar comenzó en mayo de 2001 y se llamaba Where Are They Now, Tommy? (¿Dónde están ahora, Tommy?).
La sección Stump the Chumps comenzaba con un tema musical cómico con un coche petardeando y una bocina. Tom anunciaba quién era el oyente, seguido de una repetición de su participación anterior, precedida y seguida de música de arpa que se usa en cine para indicar el retorno y vuelta del pasado o de un sueño. Los presentadores saludaban al oyente, confirmaban que no habían hablado desde su participación en Car Talk y si había recibido alguna influencia o regalo, como comisiones del personal de NPR,  para lo que iba a contestar. La historia de la reparación se comentaba y si la diagnosis era correcta sonaba una fanfarria y aplausos. Si era incorrecta sonaba una música wah-wah-wah con el sonido de un arranque fallido de un coche casi sin batería.
Los hermanos Magliozzi también tenían una bióloga animal-vehículo y gurú de la vida salvaje llamado Kieran Lindsey.
Contestaba preguntas como ¿cómo saco una serpiente de mi coche? y daba consejos sobre cómo los urbanitas pueden reconectarse con la naturaleza.

### Lema
El lema del programa es:

‘Non Impediti Ratione Cogitationis.‘
‘Sin trabas en el proceso de razonamiento.’

La frase latina explica cómo hay que actuar pronto sin dilatarse en largos razonamientos.
Esto lo aplicaban al responder a los oyentes con lo primero que se les venía a la cabeza en los pocos minutos de los que disponían.

### Participantes famosos
Famosos y celebridades llamaron al programa. Por ejemplo, Geena Davis, Morley Safer, Ashley Judd, Gordon Elliott, el jugador de béisbol Bill Lee, y el astronauta John M. Grunsfeld llamó desde el transbordador espacial Space Shuttle.
También participaron personalidades de la NPR como Bob Edwards, Susan Stamberg, Scott Simon, Ray Suárez, Will Shortz, Sylvia Poggioli, y el comentarista y autor Daniel Pinkwater.
En una ocasión participó Martha Stewart como invitada en el estudio, a la que llamaron Margaret dos veces.
A veces cuando tenían alguna duda científica consultaban a profesores universitarios como Jim Davis y Daniel Pinkwater.
En una ocasión recibieron una llamada solicitando consejo para preparar para el invierno un par de coches en kit. Después de muchos rodeos por los cerros de Ûbeda le preguntaron sobre el precio de esos coches en kit. La respuesta: 800 millones de USD. Era una broma desde el Jet Propulsion Laboratory preocupados por la preparación para el invierno marciano de los vehículos para Marte (Mars rovers): Spirit y Opportunity.
Tom y Ray Magliozzi también han aparecido en viñetas de prensa, incluyendo una en la que un ingeniero de la NASA perplejo les llama para preguntar cómo arreglar el transbordador espacial.

### Humor
Tom y Ray, con su fuerte acento de Boston y risa fuerte y contagiosa siempre terminaban riéndose con el llamante.
El humor y las ocurrencias graciosas invadían el programa. Tom y Ray eran conocidos por no tomarse en serio y bromeaban sobre la calidad de sus diagnósticos y consejos. Al final de cada programa terminaban con:

‘Well, it's happened again—you've wasted another perfectly good hour listening to Car Talk.‘
‘Bien, ha ocurrido otra vez, has perdido otra hora escuchando Car Talk.’

En algún punto del programa, normalmente cuando daban la dirección a la que dirigir las respuestas del puzzler, Ray decía Cambridge, Massachusetts (donde se hacía el programa), y Tom decía con reverencia Our fair city (nuestra bonita ciudad) y Ray respondía Cambridge, MA, (pronunciando como una palabra la abreviatura postal de Massachusetts.
Para dar paso a la pausa de identificación de emisora uno de los presentadores se inventaba la disgustada reacción de alguna personalidad de la cadena NPR al comprobar que seguían en la misma cadena. Por ejemplo,

‘And even though Roger Clemens stabs his radio with a syringe whenever he hears us say it, this is NPR: National Public Radio" (later just "... this is NPR")‘
‘Y aunque Roger Clemens clava su jeringuilla en la radio cada vez que nos oye decirlo, esto es la NPR: National Public Radio. (unos segundos más tarde... Esto es NPR.)’

A la vuelta de la pausa Ray se inventaba un patrocinador absurdo.
En los créditos finales se agradecía la participación de personas reales como:

‘producer Doug "the subway fugitive, not a slave to fashion, bongo boy frogman" Berman‘
‘el productor Doug "el fugitivo del metro, no es víctima de la moda, hombre rana del bongo Berman.’

‘John 'Bugsy' Lawlor, just back from the ...‘
‘John "Bugsy" Lawlor, de vuelta de...’

cada semana de vuelta de un evento gastronómico.
Catherine Frau Blücher Fenollosa, en referencia a un personaje que causaba el relincho y galope en la película El jovencito Frankenstein. y Carly High Voltage Nix, entre otros.
A continuación de las personas reales se enumeraba una larga lista de personas ficticias con doble sentido en sus nombres.
| Posición                                         | Nombre                | Suena como                | Traducido           |
| ------------------------------------------------ | --------------------- | ------------------------- | ------------------- |
| Estadística                                      | Marge Innovera        | margin of error           | Margen de error     |
| Atención al cliente                              | Haywood Jabuzoff      | Hey, would ya buzz off    | Oye, piérdete       |
| Meteorólogo                                      | Claudio Vernight      | cloudy overnight          | Nuboso por la noche |
| Ôpticos                                          | C. F. Eye Care        | see if I care             | Mira si me preocupo |
| Chófer ruso                                      | Pikup Andropov        | pick up and drop off      | Recoge y deja       |
| Biógrafo de León Tolstoi                         | Warren Peace          | War and Peace             | Guerra y Paz        |
| Responsable de limpieza de nuestra sede en Tokio | Otaka Shawa           | oh take a shower          | Oh, toma una ducha  |
| Instructor sueco de snowboard                    | Soren Derkeister      | sore in the keister       | Dolor en el trasero |
| Bufete de abogados                               | Dewey, Cheatem & Howe | Do we cheat 'em? And how! | Engañamos y ¡cómo!  |

y decenas más.
También solían decir:

‘our chief counsel from the law firm of Dewey, Cheetham, & Howe is Hugh Louis Dewey, known to [group of people] in Harvard Square as Huey Louie Dewey.‘
‘nuestro abogado principal del bufete de Dewey, Cheetham, & Howe es Hugh Louis Dewey, conocido (por un grupo de gente) en Harvard Square como Huey Louie Dewey.’

Huey, Louie, and Dewey eran los sobrinos del Pato Donald en las historias de Walt Disney.
Al final Ray avisaba a la audiencia:

‘Don't drive like my brother.‘
‘No conduzcas como mi hermano.’

a lo que Tom contestaba:

‘And don't drive like my brother.‘
‘Y no conduzcas como mi hermano.’

En la película Cars de Pixar, los coches antropormizados Rusty Rust-Eze y Dusty Rust-Eze, un Dodge Dart V1.0 de 1953 y una furgoneta Dodge A100 de 1963, tienen como patrocinadores a dos personajes con las voces de Tom y Ray Magliozzi.

Tom fue propietario de un descapotable verde con grandes superficies de óxido (Dodge Dart de 1963) al que se referían en el programa como Dartre.

## Historia
En 1977 Tom y Ray regentaban un taller de alquiler de herramientas y local para que los propios aficionados arreglaran sus coches. La emisora local estaba preparando un programa para hablar de coches y llamaron a Ray. Ray pensó que no era una buena idea y mandó a su hermano Tom. De los varios participantes convocados solo acudió Tom, que llenó el programa entero. Les gustó tanto que pidieron a Tom y Ray que realizaran un programa semanal en la radio local WBUR-FM de Boston. En 1986 el programa tenía 11 500 oyentes y era el tercero más popular en la emisora.
En enero de 1987 el programa se comenzó a emitir por la cadena NPR a nivel nacional en Estados Unidos como sección dentro del programa Weekend Edition de Susan Stamberg.
A los 9 meses el programa de radio Car Talk debutó como programa independiente en la NPR. En 1992 Tom y Ray ganaron el premio Peabody Award por Car Talk 

‘Perhaps more appropriately named “Zen and the Art of Automobile Maintenance,” this entertaining and informative show takes us simultaneously under the hood and into the mind of its vast listening audience. Each week, master mechanics Tom and Ray Magliozzi provide useful information about preserving and protecting our cars. But the real core of this program is what it tells us about human mechanics. It teaches us that we all need to change our oil regularly, flush our cooling system, and keep our wheels in balance. The insight and laughter provided by Messrs. Magliozzi, in conjunction with their producer Doug Berman, provide a weekly mental tune-up for a vast and ever-growing public radio audience. To “Click,” “Clack,” and the pit crew and Car Talk, a Peabody Award.‘
‘Quizás sería mejor llamarlo Zen y el arte del mantenimiento del automóvil. Este programa entretenido e informativo nos mete bajo el capó y dentro de la mente de su vasta audiencia. Cada semana los maestros mecánicos Tom y Ray Magliozzi proporcionan información útil para proteger y mantener nuestros coches. Pero el corazón de este programa es lo que cuenta de la mecánica humana. Nos enseña que todos tenemos que cambiar el aceite regularmente, cambiar el líquido refrigerante y mantener el contrapesado de las ruedas. El conocimiento y la risa que nos dan los hermanos Magliozzi junto con su productor Doug Berman, proporcionan una puesta a punto a su numerosa y creciente audiencia. Para Click y Clack, su equipo y para Car Talk, entregamos el premio Peabody Award.’

El programa se emitió a través de la red de emisoras de la NPR y también en muchas de la AFRTS (American Forces Radio and Television Service) por todo el mundo donde Estados Unidos tenía bases militares, como las españolas de Torrejón de Ardoz, Zaragoza y Rota.
Los programas podían comprarse en cinta de casete y más tarde estuvieron en la modalidad de pago en Audible.com.
En mayo de 2007 pasó a estar disponible como podcast gratuito.
En 2008 el programa se emitía en 600 emisoras con una audiencia de 4,3 millones de oyentes.
En 2012 tenía 3,3 millones de oyentes semanales.
EL 8 de junio de 2012 los hermanos anunciaron que no harían más episodios nuevos a partir de octubre de 2012. El productor Doug Berman dijo que el mejor material de los 25 años de programa sería usado para construir episodios convertidos para emitir en la NPR. Berman calculó que los archivos contenían suficiente material como para emitir 8 años antes de repetirse ya que tenía registradas unas 12 500 llamadas con sus respuestas.
Los hermanos también dejaron de escribir su columna en los periódicos sindicados.

## Presentadores

### Tom Magliozzi

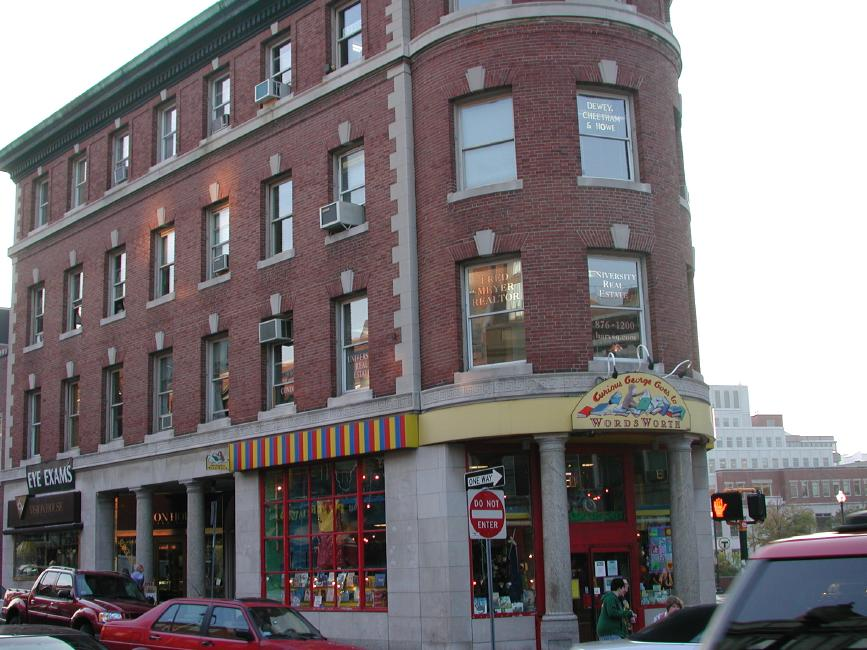
Oficinas de los productores de Car Talk: DC&H en Harvard Square, Cambridge, Massachusetts.

Tom Magliozzi nació en East Cambridge, Massachusetts, y atendió a las escuelas Gannett School, Wellington School, Cambridge Rindge and Latin School (Rindge Tech), y al Massachusetts Institute of Technology.
Durante sus estudios en el MIT participó durante varios años en la Fuerza Aérea Air Force Reserve Officer Training Corps (Air Force ROTC).
Fue propuesto para el Cuerpo Avanzado (Advanced Corps) en el que podría pasar 4 años y salir convertido en oficial. La gente le decía que era todo un honor. Fue a la entrevista y un oficial muy serio le dijo:

‘When you entered MIT you had a choice of Army ROTC or Air Force ROTC. Why did you choose the Air Force?"‘
‘Cuando entró en el MIT tenía la opción de la ROTC del Ejército y de la Aviación. ¿Por qué escogió Aviación?’

Reflexioné un momento y le dije muy serio

‘Because, Captain, I look so much better in blue than brown. Don't you think?‘
‘Porque me sienta mucho mejor el azul que el marrón, ¿no cree, mi capitán?’

A la semana recibió una carta de rechazo. Tom dijo: 

‘They couldn't take a joke.‘
‘No sabían encajar una broma.’

Después de graduarse pasó 6 meses como cocinero en las Fuerzas Armadas para cumplir con la Reserva y no tener que ser reclutado obligatoriamente por 2 años. Estuvo en Fort Dix, New Jersey, India Company, Fourth Training Regiment. Se metía todo el rato en líos porque no podía cerrar la boca.
Todas las mañanas de los sábados después de una caminata por los bosques de New Jersey el sargento McNeeley acudía a los barracones y anunciaba:

‘Everyone will go on pass this weekend... except Praaaaaavit Magggleeeeozzzzi.‘
‘Todos tendrán pase este fin de semana... excepto el soldadooooo Magggliiiozzzzi.’

Tom recibía el anuncio con una carcajada y eso le fastidiaba más al sargento.
Tom se graduó en la MIT Sloan School of Management. Después trabajó para la división de semiconductores de Sylvania en Woburn, Massachusetts, Lo dejó a los 6 meses porque se aburría.
Más adelante trabajó para Foxboro Company, donde fue el administrador para el lejano oriente. Viajó a Singapur, Taiwán y Filipinas. Fue el director de planificación a largo plazo.
Mientras estudiaba su MBA en la Northeastern University y daba clases a tiempo parcial en las universidades locales.

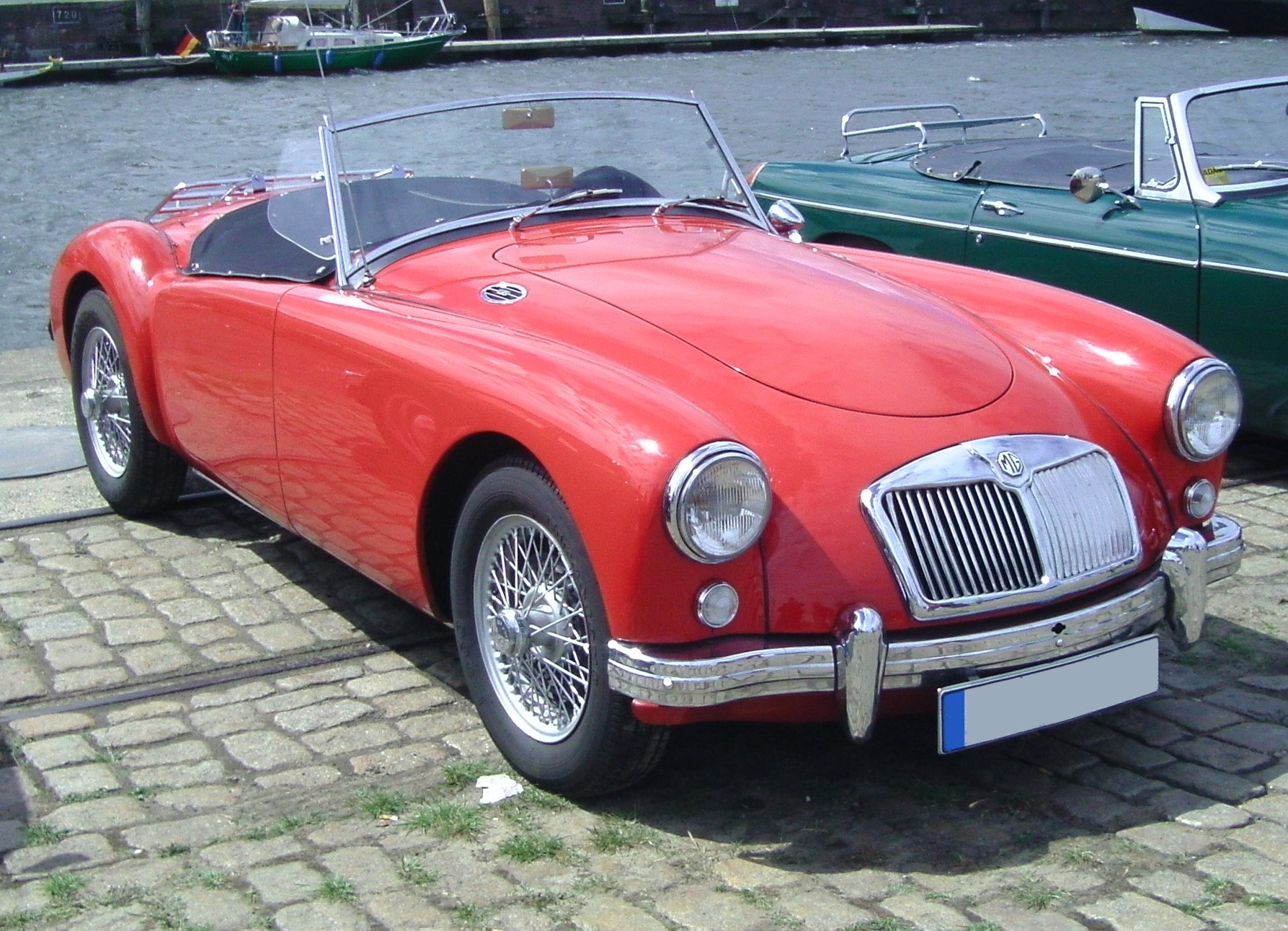
MG A como el que tuvo Tom Magliozzi.

Cada día tenía que viajar una hora de Cambridge a Foxboro y otra hora de vuelta.
Un día cuando iba al trabajo en su MG-A y tuvo un grave accidente con un camión en la Ruta 128. Se preguntó:

‘If I had bought the farm out there on Route 128 today, wouldn't I be bent at all the LIFE that I had missed?‘
‘Si mi hubiera ido al otro barrio hoy, ¿no me hubiera fastidiado perderme toda la vida?’

Fue a hablar con su jefe, se despidió y pasó dos años reflexionando y haciendo trabajos extraños como pintar apartamentos en su edificio para algunos inquilinos.
Un día su amigo Norm Rice pensó que su vida no estaba completa porque no esquiaba. De manera que lo llevó a esquiar una noche después de una tormenta heladora y le dijo:

‘It's easy. Don't bother with the lessons. Just follow me.‘
‘Es fácil. No te preocupes por las clases. Sígueme.’

Tom pasó la noche en el hospital y 2 meses con muletas. Se acordó de Norm siempre que le fallaba la rodilla y se caía en la calle.
Entonces vivía en un edificio de apartamentos de alquiler. Si un apartamento necesitaba un repitando, el arrendador proporcionaba la pintura pero no la mano de obra. Tom puso un cartel en el que se ofrecía a pintar por 50 USD la habitación. Así subsistió unos meses.
El International Marketing Institute le contrató para ir 2 meses para impartir un curso de desarrollo ejecutivo en Arabia Saudí. Siguió trabajando para el IMI durante varios años en países lejanos como Kuala Lumpur.
Tom inventó el taller de reparaciones para aficionados en el que alquilaba espacio y herramientas, que puso en marcha en 1973 junto con su hermano Ray.
Además del programa de radio local Tom trabajaba un día o dos a la semana en la consultora Technology Consulting Group, dirigida por un antiguo compañero del MIT, Mike Brose, e impartió clases en las universidades locales.
Además de trabajar en el taller, la consultora e impartir clases, se apuntó como estudiante de doctorado en la Universidad de Boston y tardó 9 años en sacar su doctorado en Marquetin de la Boston University School of Management.
Mientras trabajaba en la radio conoció a su segunda esposa, Joanna.
Tom decidió abandonar la docencia.

‘I reached (through deep thought, meditation and prayer) a miraculous epiphany: Teaching sucks.‘
‘Tras una profunda meditación y oración llegué a una revelación: La docencia apesta.’

Dimitió y el decano le pidió que se quedara. Se quedó y luego volvió a dimitir para siempre después de 8 años de docente como doctor.
Tuvo un descapotable Dodge Dart de 1963 que fue declarado siniestro total tras un accidente.
El 3 de noviembre de 2014 Tom murió a los 77 años en Belmont, Massachusetts, debido a complicaciones de la enfermedad de Alzheimer.
En noviembre de 2014, en el programa 1445 Ray recopiló una serie de momentos hilarantes del programa Car Talk como homenaje a su hermano Tom.

### Ray Magliozzi
Ray Magliozzi nació en Cambridge, Massachusetts y pasó sus primeros años en East Cambridge. Su madre no le dejaba ver la televisión y lo mandaba a la cama a las 19:00. Su abuela vivía con ellos y cuando lo llevaba de compras lo hacía cantar y bailar delante de sus amigas. A Ray siempre le gustó desmontar cosas y volverlas a montar una y otra vez. Vivía junto al Museo de la Ciencia y su padre le solía llevar los domingos. Asistió a la Gannett School durante 7 años.
Más tarde asistió al MIT. Dentro de sus estudios se unió a VISTA (the Volunteers in Service to America program) y pasó un año en Texas dando clases para adultos y organización comunitaria. Allí conoció a su esposa Monique con quien se casó al volver a Cambridge para seguir estudiando en el MIT otros 2 años. Se graduó en Ciencias y Humanidades en 1972 y comenzó a dar clases de ciencias en Bennington, Vermont. Allí no se encontraba a gusto debido al frío y a la acogida de los lugareños. En 1973 volvió a Cambridge y junto a su hermano Tom montó el taller de reparación de coches del tipo hágaselo usted mismo llamado Hacker's Haven.
El taller alquilaba herramientas y espacio a automovilistas para que arreglaran sus vehículos. Su anuncio era: 

‘Good News Garage. U-do-it or We-do-it. Auto Repair.‘
‘Lo haces tú o lo hacemos nosotros. Reparación de automóviles. Garaje Buenas Noticias.’

A los clientes les daban una charla previa marcando las prioridades:
1. No te hagas daño.
2. Intenta no romper nada que no esté roto ya.
3. Arregla lo que tengas que arreglar.
El taller no era rentable y perdieron dinero, pero sin embargo, los dos disfrutaron la experiencia y se hicieron conocidos por su negocio innovador y diferente a lo habitual.
En 1977 fueron invitados a participar en Boston en un panel de expertos en automoción en la emisora WBUR-FM, afiliada a la National Public Radio.
Posteriormente convirtieron el taller en un taller de coches normal llamado Good News Garage.
Ray pasó años acudiendo al taller a las 08:00 para trabajar junto a 4 empleados. Además participó en el programa semanal de Car Talk, hizo pruebas de coches nuevos y escribió en la web de Car Talk.
Ray tiene dos hijos: Louie y Andrew.

## Diatribas y broncas
Los hermanos despotricaban humorísticamente sobre:
Los males del motor de combustión interna.
La gente que habla por teléfono móvil mientras conduce.
Los coches Peugeot.
Las mujeres llamadas Donna que conducen Chevrolet Camaros.
Los abogados.
La gente que elige vivir en Alaska o en sitios con clima helado.
Los mecánicos de coches.
Ellos mismos.
Estuvieron implicados en los valores de la conducción responsable y la protección del medio ambiente.

## Intervenciones memorables
Episodio 0932: Richard quiere poner una valla electrificada para que sus cabras no se acerquen al coche.
Episodio 0908: El colaborador Daniel Pinkwater descubre el coche ideal para personas muy obesas.
Episodio 0831: Andy pregunta si dos personas saben menos que una. La niña Melissa Petersen les escribe para decirles que odia el programa.
Episodio 0830: Gail se saltó un peaje sin pagar. Tom y Ray llaman al responsable del peaje para remediarlo.
Episodio 1443: Jill Burke pregunta por qué hay una epidemia de hombres que se meten el dedo en la nariz cuando están en el coche.
Episodio 1440: La niña Melissa Petersen les llama para decirles lo poco que le gusta el programa. Tom y Ray la invitan a copresentar el programa.
Episodio 1448: Un amigo de Dona metió un gran pedazo del Muro de Berlín en el maletero del BMW de su padre y no sabía cómo sacarlo.
Episodio 1520: Tom Magliozzi cuenta cómo mientras circulaba se le soltó una rueda cuyos tornillos no había apretado bien y terminó en una gasolinera con el disco echando chispas sobre el asfalto.
Episodio 1528: En respuesta a una llamada anterior el profesor de química Jim Davis relata los experimentos realizados para reproducir la aparición de manchas en la tapicería de cuero muy caliente cuando le caen gotas de un refresco carbonatado.
Episodio 1537: Ray cuenta que estando alojado con su familia en un hotel de Montreal recibió una llamada de la recepción en la que se le informaba con acento francés que su Ford LTD había sufrido un incendio en el garaje y estaba carbonizado. Tras unos minutos su interlocutor comenzó a reirse descubriendo que era su hermano Tom que le estaba gastando una broma.
Episodio 1544: Cuando eran niños Tom le lanzó una pelota de béisbol a la cara de Ray y le rompió la nariz.
Episodio 1640: El llamante cuenta que el radiador de su coche sufrió una fuga. Su pareja le propuso que orinara dentro del radiador para continuar el viaje y él estaba preocupado por los daños que podría haber producido en el motor.
Episodio 1641: El profesor de química Jim Davis explica los posibles daños al motor tras introducir orina en el radiador. Avisa del peligro de orinar directamente ya que si el chorro tocara algún cable podría producirse una descarga eléctrica ya que las sales contenidas en la orina la hacen conductora de la electricidad.
Episodio 1714: El propietario de un coche que alquila para ceremonias de boda llama porque algunos granos de arroz lanzado se han metido en los conductos de ventilación y han crecido las plantas de arroz.
Episodio 1729: Elisa y Tracy viven juntos sin estar casados. Los padres de Elisa prometen comprarles un coche si se casan. Se preguntan si deberían aceptar.
Episodio 1730: Ray trata de explicar por qué el mando de la llave funciona mejor cuando Dave apunta a su barbilla que cuando apunta al coche. Ante la Teoría de la Gran Dispersión Tom tiene un ataque de risa épico.
Episodio 1732: Ray cuenta que cuando se encendió el chivato del aceite en su Chrysler en garantía no paró hasta averiar el motor y así conseguir que le cambiaran el motor entero.
Episodio 1740: Una oyente tiene un problema de relación madre-hija. Ray llama a su madre Elizabeth y a su hermana Lucille para que expliquen cómo toda la ropa de Lucille fue arrojada por la ventana a la calle.
Episodio 1751: Jackie tenía una serpiente pitón como mascota a la que alimentaba cada semana con una rata viva. La rata desapareció por los conductos de ventilación del Ford Explorer y murió atascada dejando un olor putrefacto.
Episodio 2020: Cuando Sally pasaba bajo unos cables de alta tensión oyó un gran ruido y vio un resplandor de luz. Pasó en Waccabuc, Nueva York, que suena mucha a wacko (chiflado).
Episodio 2021: Suzanne cambió el radiador porque tenía una fuga. Como se calentaba intentó cambiar el termostato, en cuyo proceso rompió un sensor. Decidió cambiar la tapa del distribuidor y rompió un cable de bujía. Después puso los cables de bujías en el orden incorrecto. El coche petardeaba e hizo saltar el filtro del aire. La batería se descargó. Su amiga se ofreció a remolcarla al taller y la cinta de remolcado se rompió. El coche se seguía recalentando.

## Ubicación
Los Magliozzis tenían un taller y cerca estaban los estudios de grabación del programa en la esquina de JFK Street y Brattle Street en Harvard Square, rotuladas como Dewey, Cheatem & Howe, la firma de abogados ficticia a la que se referían en sus programas. DC&H se convirtió en el nombre del negocio de Tappet Brothers Associates, la empresa establecida para gestionar el negocio de Car Talk. El nombre iniciado como una broma se estableció legalmente como empresa cuando Car Talk se comenzó a emitir a nivel nacional por la NPR.

## Honores
En 1999 conjuntamente los dos hermanos dieron el discurso de la ceremonia de graduación del MIT.

## Adaptaciones
El programa de radio fue la inspiración para el programa de televisión The George Wendt Show, que se emitió en la temporada 1994-1995.
En julio de 2007 la televisión pública PBS anunció que emitiría en 2008 una adaptación animada de Car Talk titulada Click and Clack's As the Wrench Turns. Se basaba en los hermanos Click y Clack, que tenían un taller en Car Talk Plaza. Se emitieron 10 episodios entre julio y agosto de 2008.
El musical Car Talk: The Musical!!! fue escrito y dirigido por Wesley Savick, y compuesto por Michael Wartofsky.
La adaptación fue presentada por la universidad de Suffolk y debutó el 31 de marzo de 2011 en el Modern Theatre de Boston, Massachusetts.
La obra no estaba respaldada oficialmente por los Magliozzis, pero participaron en la producción, prestando sus voces a una marioneta llamada The Wizard of Cahs.